# Grindtorp
Grindtorp är ett bostadsområde som ligger i kommundelen Tibble i Täby kommun. Grindtorp ligger utmed Europaväg 18, mellan bostadsområdet Näsbydal, Täbys tidigare galoppbana och Täby Centrum.
Sedan början av 1700-talet låg här ett dagsverkstorp under Näsby säteri. Namnet kommer från en grind vid den intilliggande vägen mellan Näsby och Tibble som markerade gränsen mellan säteri och gård. År 1926 friköptes Grindtorp från Näsby och blev en svingård. Torpet revs i samband med nybygget på 1960-talet.
I Grindtorp uppförde HSB åren 1961–1966 1 548 lägenheter i fyra halvcirkelformiga huskroppar, de högsta husen har tio våningar och källarplan. Grindtorp ingick i Täby stadsplan som skapades av Sune Lindström, husen ritades av Curt Strehlenert och Olle Elgquist. Sune Lindström förespråkade ”monumentalitet” och såg gärna byggnaderna som skulpturer i stor skala med långa svepande linjer.
Grindtorp beskrivs i Hej bostad. Om bostadsbyggande i Storstockholm 1961-1973 som "Det kanske mest kända exemplet på 1960-talets nya monumentalitet i Sverige."
I slutet av 1960-talet bodde cirka 5 000 personer i området och 2010 bodde inom den ena av bostadsrättsföreningarna 1 329 personer i 844 lägenheter som var belägna i ett höghus och ett låghus. Gatorna i Grindtorp heter Grindtorpsvägen, Kometvägen och Meteorvägen.

## Bildgalleri

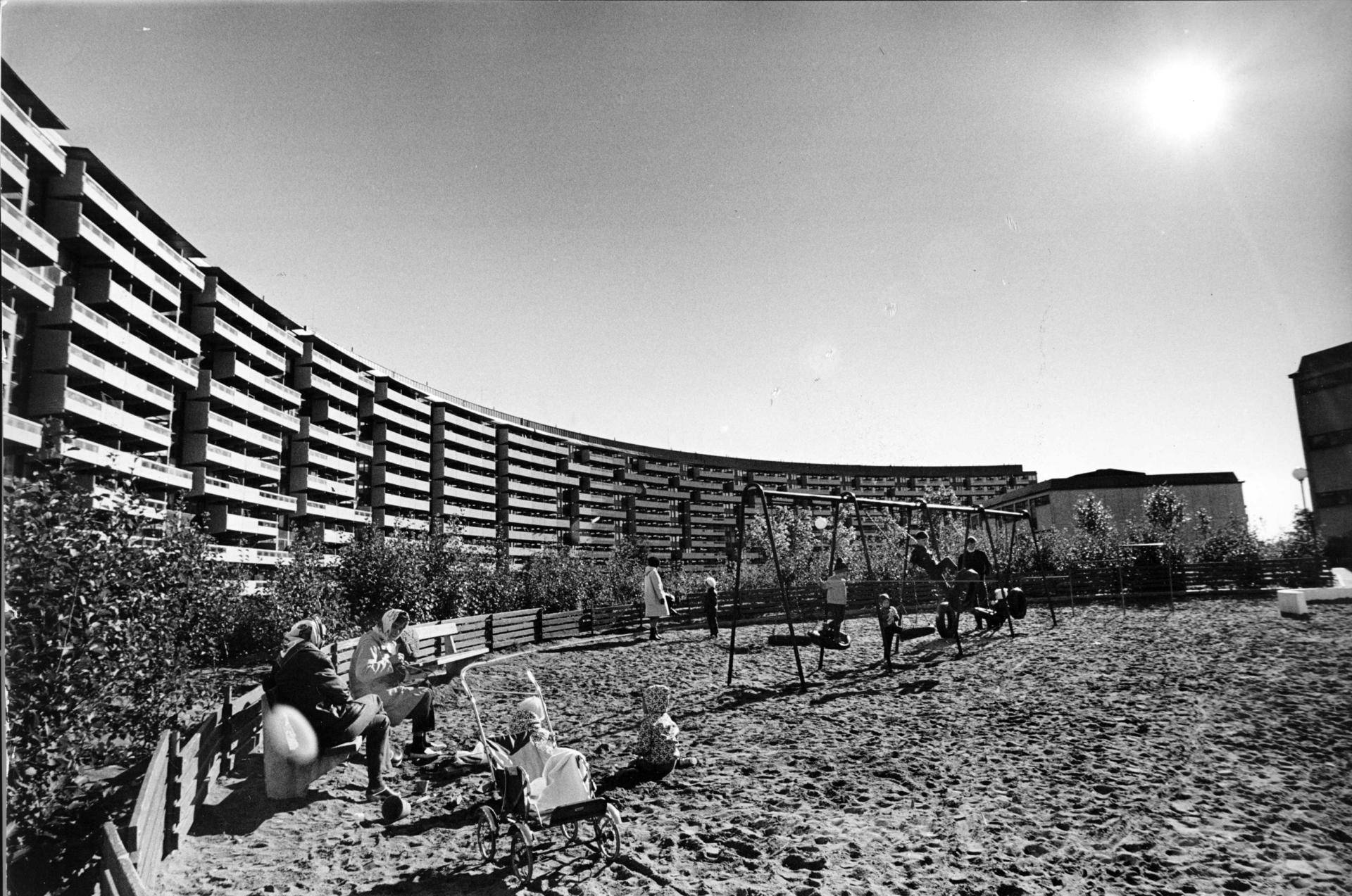
Grindtorp år 1969, innergården.
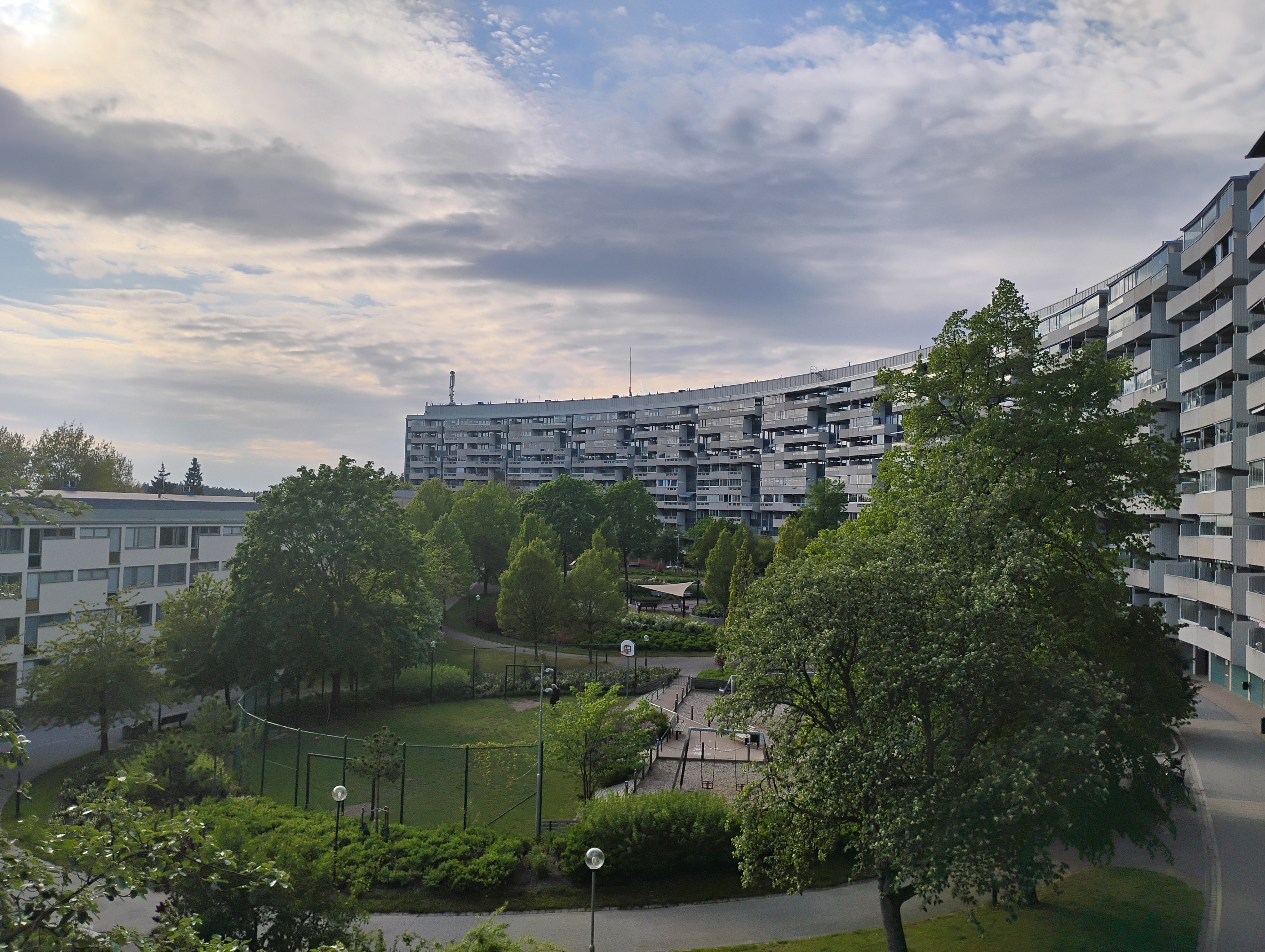